# Rallye d'Allemagne 2012
Le Rallye d'Allemagne 2012 est le 9e rallye du Championnat du monde des rallyes 2012.

## Résultats

### Classement final
| Rang    | Pilote             | Copilote             | Voiture                    | Temps             | Écart         | Points  |
| Overall | Overall            | Overall              | Overall                    | Overall           | Overall       | Overall |
| ------- | ------------------ | -------------------- | -------------------------- | ----------------- | ------------- | ------- |
| 1       | Sébastien Loeb     | Daniel Elena         | Citroën DS3 WRC            | 3 h 41 min 52 s 4 | -             | 28      |
| 2       | Jari-Matti Latvala | Mikka Antilla        | Ford Fiesta RS WRC         | 3 h 43 min 52 s 5 | 2 min 00 s 1  | 18      |
| 3       | Mikko Hirvonen     | Jarmo Lehtinen       | Citroën DS3 WRC            | 3 h 44 min 23 s 8 | 2 min 31 s 4  | 17      |
| 4       | Mads Østberg       | Jonas Andersson      | Ford Fiesta RS WRC         | 3 h 45 min 16 s 8 | 3 min 24 s 4  | 12      |
| 5       | Chris Atkinson     | Stéphane Prevot      | Mini John Cooper Works WRC | 3 h 51 min 02 s 8 | 9 min 10 s 4  | 10      |
| 6       | Sébastien Ogier    | Julien Ingrassia     | Škoda Fabia S2000          | 3 h 51 min 43 s 2 | 9 min 50 s 8  | 8       |
| 7       | Andreas Mikkelsen  | Ola Fløene           | Škoda Fabia S2000          | 3 h 54 min 15 s 1 | 12 min 22 s 7 | 7       |
| 8       | Nasser Al-Attiyah  | Giovanni Bernacchini | Citroën DS3 WRC            | 3 h 54 min 42 s 8 | 12 min 50 s 4 | 4       |
| 9       | Dani Sordo         | Carlos del Barrio    | Mini John Cooper Works WRC | 3 h 56 min 09 s 7 | 14 min 17 s 3 | 2       |
| 10      | Mathieu Arzeno     | Renaud Jamoul        | Peugeot 207 S2000          | 3 h 57 min 12 s 1 | 15 min 20 s 1 | 1       |

* : points attribués dans la spéciale télévisée

### Spéciales chronométrées
| Étape         | Spéciale | Heure   | Nom                      | Distance | Vainqueur          | Temps         | Moyenne     | Pilote en tête |
| ------------- | -------- | ------- | ------------------------ | -------- | ------------------ | ------------- | ----------- | -------------- |
| 1 (24 Aug)    | SS1      | 10 h 48 | Mittelmosel 1            | 24,90 km | Sébastien Loeb     | 14 min 42 s 9 | 101,53 km/h | Sébastien Loeb |
| 1 (24 Aug)    | SS2      | 11 h 36 | Moselland 1              | 22,79 km | Sébastien Loeb     | 14 min 19 s 7 | 95,43 km/h  | Sébastien Loeb |
| 1 (24 Aug)    | SS3      | 12 h 29 | Grafschaft 1             | 21,23 km | Sébastien Loeb     | 12 min 19 s 5 | 103,35 km/h | Sébastien Loeb |
| 1 (24 Aug)    | SS4      | 16 h 17 | Mittelmosel 2            | 24,90 km | Jari-Matti Latvala | 14 min 31 s 7 | 102,83 km/h | Sébastien Loeb |
| 1 (24 Aug)    | SS5      | 17 h 05 | Moselland 2              | 22,79 km | Sébastien Loeb     | 14 min 09 s 9 | 96,53 km/h  | Sébastien Loeb |
| 1 (24 Aug)    | SS6      | 17 h 58 | Grafschaft 2             | 21,23 km | Jari-Matti Latvala | 12 min 12 s 2 | 104,38 km/h | Sébastien Loeb |
| 2 (25 Aug)    | SS7      | 7 h 58  | Stein and Wein 1         | 26,54 km | Sébastien Loeb     | 15 min 25 s 2 | 103,27 km/h | Sébastien Loeb |
| 2 (25 Aug)    | SS8      | 9 h 01  | Peterberg 1              | 9,37 km  | Dani Sordo         | 5 min 51 s 3  | 96,02 km/h  | Sébastien Loeb |
| 2 (25 Aug)    | SS9      | 10 h 57 | Arena Panzerplatte 1     | 46,54 km | Sébastien Loeb     | 27 min 31 s 9 | 101,43 km/h | Sébastien Loeb |
| 2 (25 Aug)    | SS10     | 14 h 48 | Stein and Wein 2         | 26,54 km | Ott Tänak          | 15 min 12 s 1 | 104,75 km/h | Sébastien Loeb |
| 2 (25 Aug)    | SS11     | 15 h 51 | Peterberg 2              | 9,37 km  | Ott Tänak          | 5 min 31 s 5  | 101,76 km/h | Sébastien Loeb |
| 2 (25 Aug)    | SS12     | 17 h 47 | Arena Panzerplatte 2     | 46,54 km | Sébastien Loeb     | 26 min 54 s 0 | 103,80 km/h | Sébastien Loeb |
| 3 (26 August) | SS13     | 9 h 13  | Dhrontal 1               | 30,76 km | Sébastien Loeb     | 19 min 45 s 6 | 93,44 km/h  | Sébastien Loeb |
| 3 (26 August) | SS14     | 11 h 36 | Dhrontal 2               | 30,76 km | Petter Solberg     | 19 min 40 s 3 | 93,84 km/h  | Sébastien Loeb |
| 3 (26 August) | SS15     | 13 h 21 | SSS Circus Maximus Trier | 4,37 km  | Sébastien Loeb     | 3 min 24 s 8  | 77,11 km/h  | Sébastien Loeb |

## Classements au championnat après l'épreuve

### Classement des pilotes
Selon le système de points en vigueur, les 10 premiers équipages remportent des points, 25 points pour le premier, puis 18, 15, 12, 10, 8, 6, 4, 2 et 1.
| Rang | Pilote                   | Rallyes | Rallyes | Rallyes | Rallyes | Rallyes | Rallyes | Rallyes | Rallyes | Rallyes | Rallyes | Rallyes | Rallyes | Rallyes | Total points |
| Rang | Pilote                   | MON     | SUE     | MEX     | POR     | ARG     | GRE     | NZL     | FIN     | GER     | GBR     | FRA     | ITA     | ESP     | Total points |
| ---- | ------------------------ | ------- | ------- | ------- | ------- | ------- | ------- | ------- | ------- | ------- | ------- | ------- | ------- | ------- | ------------ |
| 1er  | Sébastien Loeb           | 283     | 113     | 272     | Ab.     | 25      | 283     | 261     | 261     | 283     | -       | -       | -       | -       | 199          |
| 2e   | Mikko Hirvonen           | 142     | 18      | 18      | Dq.     | 202     | 191     | 18      | 213     | 172     | -       | -       | -       | -       | 145          |
| 3e   | Petter Solberg           | 15      | 142     | 183     | 15      | 113     | Ab.     | 172     | 142     | -       | -       | -       | -       | -       | 104          |
| 4e   | Mads Østberg             | -       | 15      | 131     | 25      | 15      | 12      | -       | 10      | 12      | -       | -       | -       | -       | 102          |
| 5e   | Jari-Matti Latvala       | Ab.     | 261     | Ab.     | 2       | -       | 172     | 93      | 15      | 18      | -       | -       | -       | -       | 87           |
| 6e   | Evgeny Novikov           | 111     | 10      | Ab.     | 18      | 4       | Ab.     | 12      | -       | -       | -       | -       | -       | -       | 55           |
| 7e   | Martin Prokop            | 2       | 2       | -       | 10      | 12      | 10      | -       | 2       | -       | -       | -       | -       | -       | 38           |
| 8e   | Thierry Neuville         | Ab.     | 0       | 0       | 4       | 10      | 8       | 10      | -       | -       | -       | -       | -       | -       | 32           |
| 9e   | Dani Sordo               | 18      | Ab.     | -       | 3       | Ab.     | -       | 8       | -       | 2       | -       | -       | -       | -       | 31           |
| 10e  | Sébastien Ogier          | Ab.     | 0       | 4       | 6       | 6       | 6       | -       | 1       | 8       | -       | -       | -       | -       | 31           |
| 11e  | Nasser Al-Attiyah        | -       | 0       | 8       | 12      | 31      | Ab.     | -       | -       | 4       | -       | -       | -       | -       | 27           |
| 12e  | Ott Tänak                | 4       | Ab.     | 10      | 1       | 1       | 2       | Ab.     | 8       | -       | -       | -       | -       | -       | 26           |
| 13e  | Armindo Araujo           | 1       | 0       | 6       | 0       | Ab.     | 0       | 4       | -       | -       | -       | -       | -       | -       | 11           |
| 14e  | Chris Atkinson           | -       | -       | -       | -       | -       | -       | -       | -       | 10      | -       | -       | -       | -       | 10           |
| 15e  | François Delecour        | 8       | -       | -       | -       | -       | -       | -       | -       | -       | -       | -       | -       | -       | 8            |
| 16e  | Dennis Kuipers (en)      | -       | -       | -       | 8       | -       | -       | -       | -       | -       | -       | -       | -       | -       | 8            |
| 17e  | Andreas Mikkelsen        | -       | -       | -       | -       | -       | -       | -       | -       | 71      | -       | -       | -       | -       | 7            |
| 18e  | Henning Solberg          | 0       | 6       | Ab.     | -       | -       | -       | -       | -       | -       | -       | -       | -       | -       | 6            |
| 19e  | Pierre Campana           | 6       | -       | -       | -       | -       | -       | -       | -       | -       | -       | -       | -       | -       | 6            |
| 20e  | Jari Ketomaa             | -       | Ab.     | -       | 2       | -       | -       | 0       | 4       | -       | -       | -       | -       | -       | 6            |
| 21e  | Matti Rantanen           | -       | -       | -       | -       | -       | -       | -       | 6       | -       | -       | -       | -       | -       | 6            |
| 22e  | Patrik Sandell           | -       | 4       | -       | Ab.     | -       | -       | -       | -       | -       | -       | -       | -       | -       | 4            |
| 23e  | Yazeed Al-Rajhi          | -       | -       | -       | -       | -       | 4       | 0       | -       | -       | -       | -       | -       | -       | 4            |
| 24e  | Ken Block                | -       | -       | 2       | -       | -       | -       | 2       | -       | -       | -       | -       | -       | -       | 4            |
| 25e  | Eyvind Brynildsen        | -       | 1       | -       | -       | -       | -       | -       | -       | -       | -       | -       | -       | -       | 1            |
| 26e  | Ricardo Trivino          | -       | -       | 1       | 0       | Ab.     | 0       | 0       | -       | -       | -       | -       | -       | -       | 1            |
| 27e  | Peter van Merksteijn Jr. | -       | -       | -       | 1       | -       | -       | -       | -       | -       | -       | -       | -       | -       | 1            |
| 28e  | Abdulaziz Al-Kuwari      | -       | -       | -       | -       | -       | 1       | -       | -       | -       | -       | -       | -       | -       | 1            |
| 29e  | Manfred Stohl            | -       | -       | -       | -       | -       | -       | 1       | -       | -       | -       | -       | -       | -       | 1            |
| 30e  | Mathieu Arzeno           | -       | -       | -       | -       | -       | -       | -       | -       | 1       | -       | -       | -       | -       | 1            |

| Couleur | Résultat                                                         |
| ------- | ---------------------------------------------------------------- |
| Or      | Vainqueur                                                        |
| Argent  | 2e place                                                         |
| Bronze  | 3e place                                                         |
| Vert    | Classé, dans les points                                          |
| Bleu    | Classé, hors des points Non classé (Nc.)                         |
| Mauve   | Abandon (Ab.) Retrait (Re.)                                      |
| Noir    | Disqualifié (Dq.)                                                |
| Blanc   | N'a pas pris le départ (Np.) Forfait (Forf.) Épreuve annulée (A) |
| Aucune  | N'a pas participé (-)                                            |

3, 2, 1 : y compris les 3, 2 et 1 points attribués aux trois premiers de la spéciale télévisée (power stage).

### Classement des constructeurs
| Rang | Écurie                           | Rallyes | Rallyes | Rallyes | Rallyes | Rallyes | Rallyes | Rallyes | Rallyes | Rallyes | Rallyes | Rallyes | Rallyes | Rallyes | Total points |
| Rang | Écurie                           | MON     | SWE     | MEX     | POR     | ARG     | GRE     | NZL     | FIN     | GER     | GBR     | FRA     | ITA     | ESP     | Total points |
| ---- | -------------------------------- | ------- | ------- | ------- | ------- | ------- | ------- | ------- | ------- | ------- | ------- | ------- | ------- | ------- | ------------ |
| 1er  | Citroën Total World Rally Team   | 37      | 28      | 43      | 0       | 43      | 43      | 43      | 43      | 40      | -       | -       | -       | -       | 320          |
| 2e   | Ford World Rally Team            | 15      | 40      | 15      | 26      | 10      | 15      | 23      | 27      | 26      | -       | -       | -       | -       | 197          |
| 3e   | M-Sport Ford World Rally Team    | 16      | 12      | 10      | 31      | 12      | 10      | 12      | 12      | 0       | -       | -       | -       | -       | 115          |
| 4e   | Qatar World Rally Team           | -       | 8       | 8       | 15      | 6       | 0       | 10      | 2       | 10      | -       | -       | -       | -       | 59           |
| 5e   | Citroën Junior World Rally Team  | -       | -       | 6       | 12      | 12      | 12      | -       | 6       | 6       | -       | -       | -       | -       | 54           |
| 6e   | Adapta World Rally Team          | -       | -       | 12      | -       | 15      | -       | -       | 10      | 12      | -       | -       | -       | -       | 49           |
| 7e   | Mini WRC Team†                   | 26      | 0       | -       | -       | -       | -       | -       | -       | -       | -       | -       | -       | -       | 26           |
| 8e   | Brazil World Rally Team          | -       | -       | -       | 10      | 0       | 0       | 6       | -       | 4       | -       | -       | -       | -       | 20           |
| -    | Armindo Araújo World Rally Team‡ | 4       | -       | -       | -       | -       | -       | -       | -       | -       | -       | -       | -       | -       | 0            |
| -    | Palmeirinha Rally‡               | 2       | -       | -       | -       | -       | -       | -       | -       | -       | -       | -       | -       | -       | 0            |

Notes:
- † — Le Mini World Rallye Team a perdu son statut de constructeur en février quand BMW lui a retiré son support officiel. Le team conserve les points gagnés lors du Rallye Monte-Carlo 2012, bien que désormais non-inscrit en tant que constructeur officiel. Il est remplacé par le WRC Team Mini Portugal, qui devient le team officiel Mini supporté par l'usine[3].

- ‡ — Armindo Araújo World Rally Team and Palmeirinha Rally fusionnent pour former le WRC Team Mini Portugal. Les points marqués au championnat constructeurs lors du Rallye Monte-Carlo 2012 leur sont retirés[3].